# Залізнична платформа 2966 км
Залізнична платформа 2966 км (рос. Остановочная Платформа 2966 км) — населений пункт (тип: залізнична платформа) у Чановському районі Новосибірської області Російської Федерації.
Входить до складу муніципального утворення Тебіська сільрада. Населення становить 0 осіб (2010).

## Історія
Згідно із законом від 2 червня 2004 року органом місцевого самоврядування є Тебіська сільрада.

## Населення
| 2002 | 2007 | 2010 |
| ---- | ---- | ---- |
| 0    | →0   | →0   |